# Irene (Dakota Południowa)
Irene – miasto w Stanach Zjednoczonych, w stanie Dakota Południowa, w hrabstwie Clay.